# Adolf Pagenstecher
Adolf Paul Karl Pagenstecher (* 15. Januar 1846 in Köln; † 9. Mai 1900 in Königsberg) war ein preußischer Generalmajor und Kommandeur der 1. Infanterie-Brigade.

## Leben

### Herkunft
Adolf war ein Sohn des preußischen Generalleutnants Rudolf Pagenstecher (1802–1889) und dessen Ehefrau Karoline, geborene Pütz (1809–1883). Sein Bruder Rudolf (1838–1903) wurde ebenfalls preußischer Generalmajor und seine Schwester Karoline (1848–1902) war mit dem preußischen Generalleutnant Otto von Gaertner (1829–1894) verheiratet.

### Militärkarriere
Nach dem Besuch der Gymnasien in Minden, Köln und Koblenz trat Pagenstecher am 1. April 1863 als Dreijährig-Freiwilliger in das Pionier-Bataillon Nr. 8 der Preußischen Armee ein. Mit der Beförderung zum außeretatsmäßigen Sekondeleutnant wurde er am 1. November 1864 zur 3. Ingenieur-Inspektion versetzt und nahm 1866 während des Deutschen Krieges bei der Ersatz-Kompanie im Westfälischen Pionier-Bataillon Nr. 7 am Mainfeldzug teil. Nachdem man ihn am 3. September 1867 zum Ingenieuroffizier ernannt hatte, wechselte er am 6. Februar 1869 mit der Versetzung in das 3. Rheinische Infanterie-Regiment Nr. 29 die Truppengattung. Ab 1. Oktober 1869 war Pagenstecher Adjutant des II. Bataillons in Simmern. Zu Beginn des Krieges gegen Frankreich nahm er an der Unternehmung gegen Diedenhofen teil und wurde für sein Wirken in der Schlacht bei Gravelotte mit dem Eisernen Kreuz II. Klasse ausgezeichnet. Am 20. August 1870 erfolgte seine Ernennung zum Regimentsadjutanten und in dieser Eigenschaft wirkte er im weiteren Kriegsverlauf bei Amiens, an der Hallue und bei Saint-Quentin sowie vor Metz und Péronne.
Nach dem Friedensschluss avancierte Pagenstecher Mitte Oktober 1871 zum Premierleutnant. Zwei Jahre später wurde er als Adjutant der 29. Infanterie-Brigade nach Köln kommandiert und nahm im Herbst 1874 an der Generalstabsübungsreise beim VIII. Armee-Korps teil. Am 1. Mai 1875 wurde Pagenstecher auf ein Jahr zur Dienstleistung beim Großen Generalstab kommandiert. Mitte Mai 1876 stieg er zum überzähligen Hauptmann auf und am 10. Februar 1877 ernannte man ihn zum Chef der 3. Kompanie. Unter Stellung à la suite seines Regiments war er vom 15. August 1882 bis zum 17. November 1886 als Kompanieführer zur Unteroffizierschule nach Ettlingen kommandiert. Anschließend übernahm Pagenstecher die 7. Kompanie, avancierte Mitte Juli 1887 zum Major und war im Juli 1888 erneut zur Generalstabsübungsreise beim VIII. Armee-Korps kommandiert. Vom 2. August 1888 bis zum 17. Dezember 1890 war er Kommandeur des II. Bataillons. Anschließend wurde er unter Stellung à la suite des Regiments zum Kommandeur der Unteroffizierschule in Ettlingen ernannt und Ende Januar 1893 zum Oberstleutnant befördert. Daran schloss sich am 13. Mai 1895 mit der Ernennung zum etatmäßigen Stabsoffizier im Infanterie-Regiment Nr. 136 seine Versetzung nach Dieuze an. Als Oberst war Pagenstecher vom 18. Oktober 1895 bis zum 16. Dezember 1898 Kommandeur dieses Regiments. Anschließend beauftragte man ihn unter Stellung à la suite seines Regiments mit der Führung der 1. Infanterie-Brigade in Königsberg und ernannte ihn als Generalmajor am 27. Januar 1899 zum Brigadekommandeur. In dieser Stellung ist er am 9. Mai 1900 verstorben.

### Familie
Pagenstecher verheiratete sich am 5. Juni 1873 in Koblenz mit Karoline Bauer (1851–1926), Tochter des späteren preußischen Generalmajors Karl von Bauer (1816–1896).